# Michael Conaghan

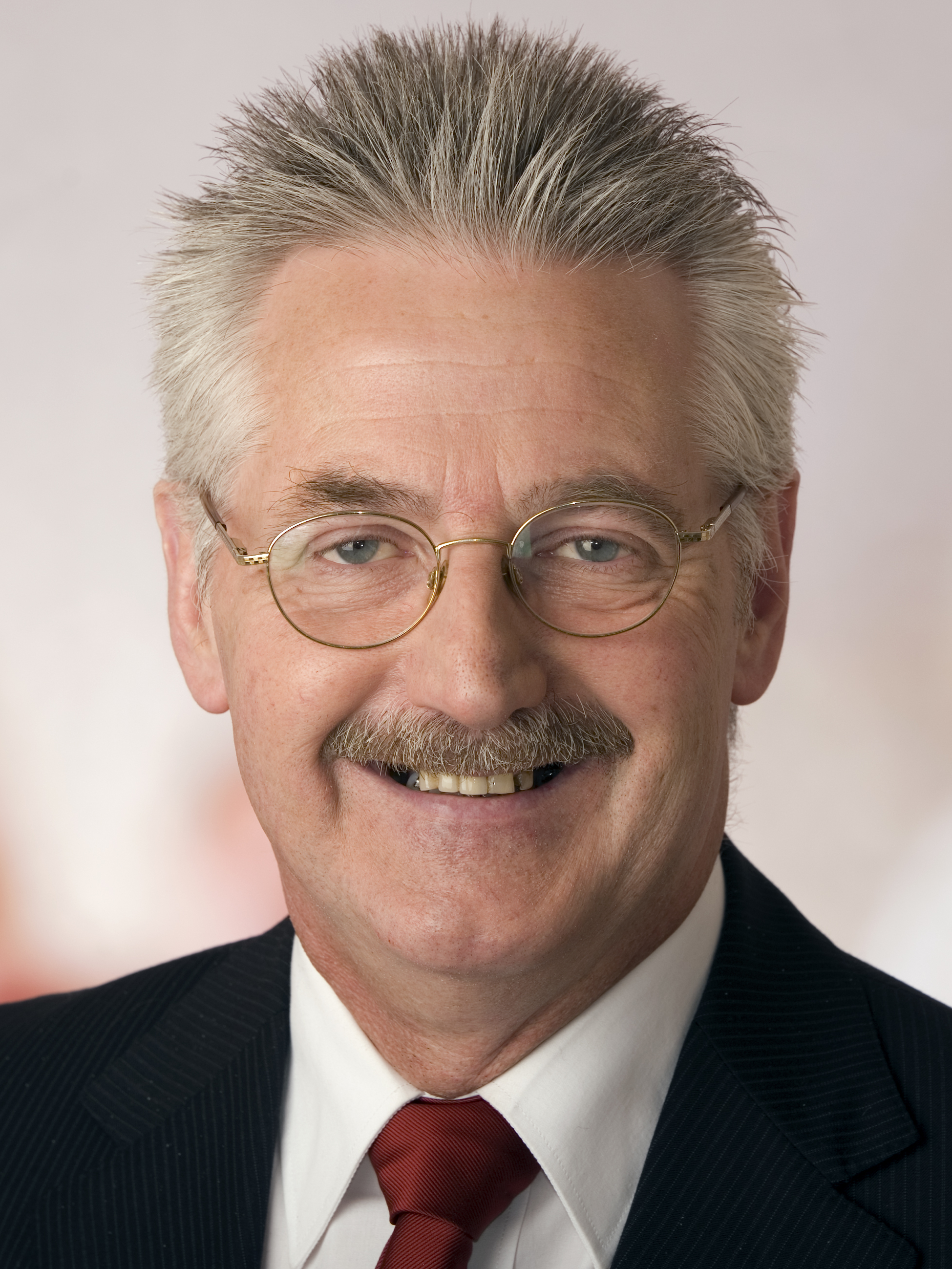
Michael Conaghan

Michael Conaghan (irisch Mícheál Ó Connacháin, * 4. September 1944 in Letterkenny, County Donegal) ist ein irischer Politiker.
Conaghan wurde im County Donegal geboren und wuchs dort als eines von sieben Kindern auf einer kleinen Farm auf. Aufgrund einer schlechten wirtschaftlichen Lage in der Region mussten viele Einwohner nach England emigrieren, um dort Arbeit zu finden. Dies betraf auch Conaghan und seinen Vater.
Nach seiner Rückkehr nach Irland studierte Conaghan an dem University College Dublin und wurde im Anschluss als Lehrer tätig. Er fand eine Anstellung am Inchicore College of Further Education und arbeitete die nächsten 30 Jahre dort. Unter anderem fungierte er als dessen stellvertretender Direktor.
Seit 1990 gehört Conaghan der Irish Labour Party an. Zuvor war er Mitglied der Democratic Socialist Party. 1991 wurde er in die Dublin Corporation, das heutige Dublin City Council, gewählt. Am 21. Juni 2004 wurde er vom City Council zum 335. Lord Mayor of Dublin gewählt. Dieses Amt hatte Conaghan von Juni 2004 bis Juni 2005 inne. Er lebt mit seiner Frau Marian und zwei Kindern in Ballyfermot. Conaghan ist auch Vorsitzender der Rettet Bewley’s Kampagne.
Bei den Wahlen zum Dáil Éireann 2011 wurde Conaghan im Wahlkreis Dublin South-Central gewählt. 2016 trat er jedoch nicht wieder an. 